# اره‌مگس‌های کوتاه‌شاخک
اره‌مگس‌های کوتاه‌شاخک (نام علمی: Argidae) نام یک تیره از بالاخانواده برگ‌خوارزنبورواران است.